# Mercedes Sosa

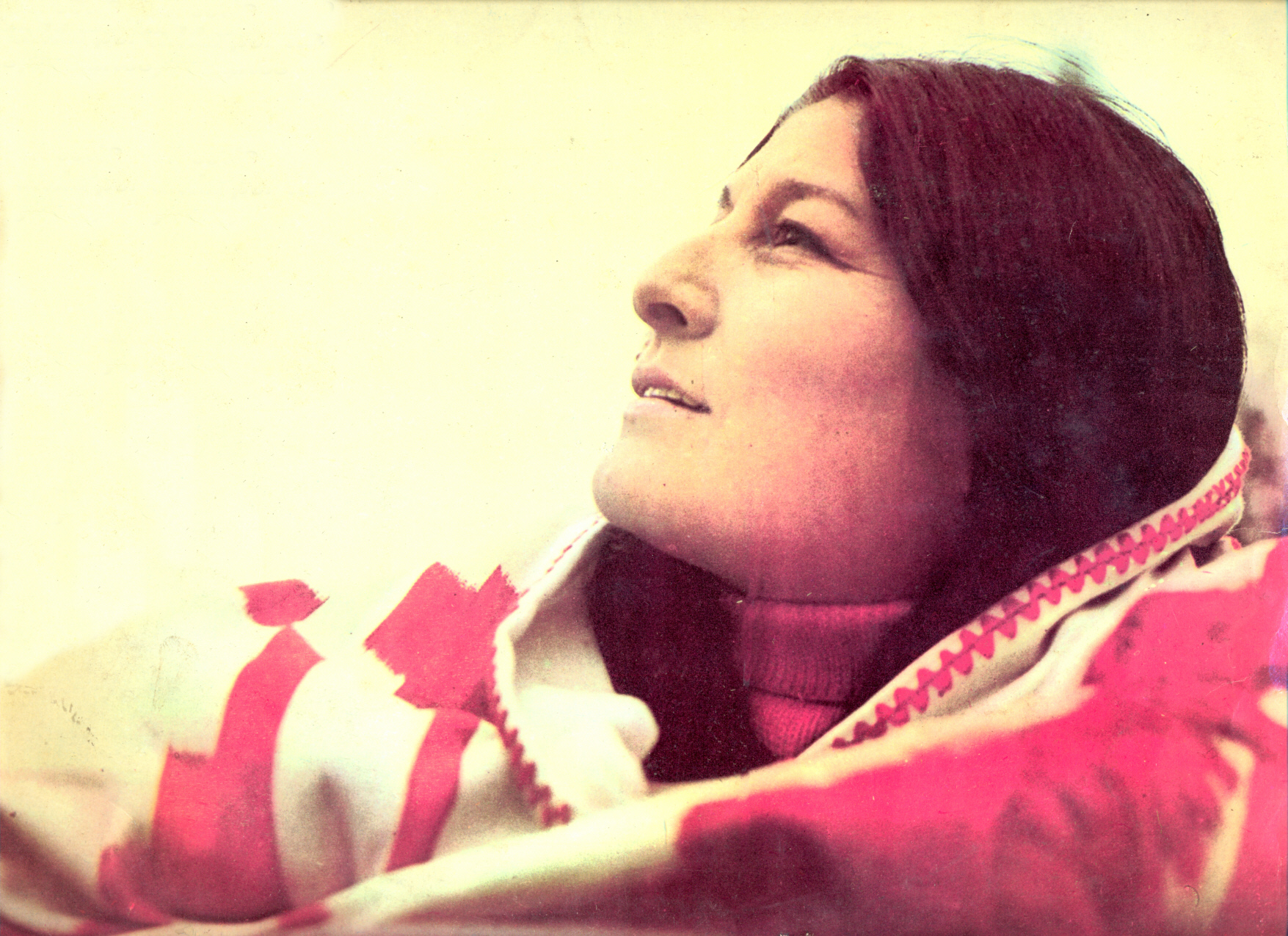
Mercedes Sosa, 1972

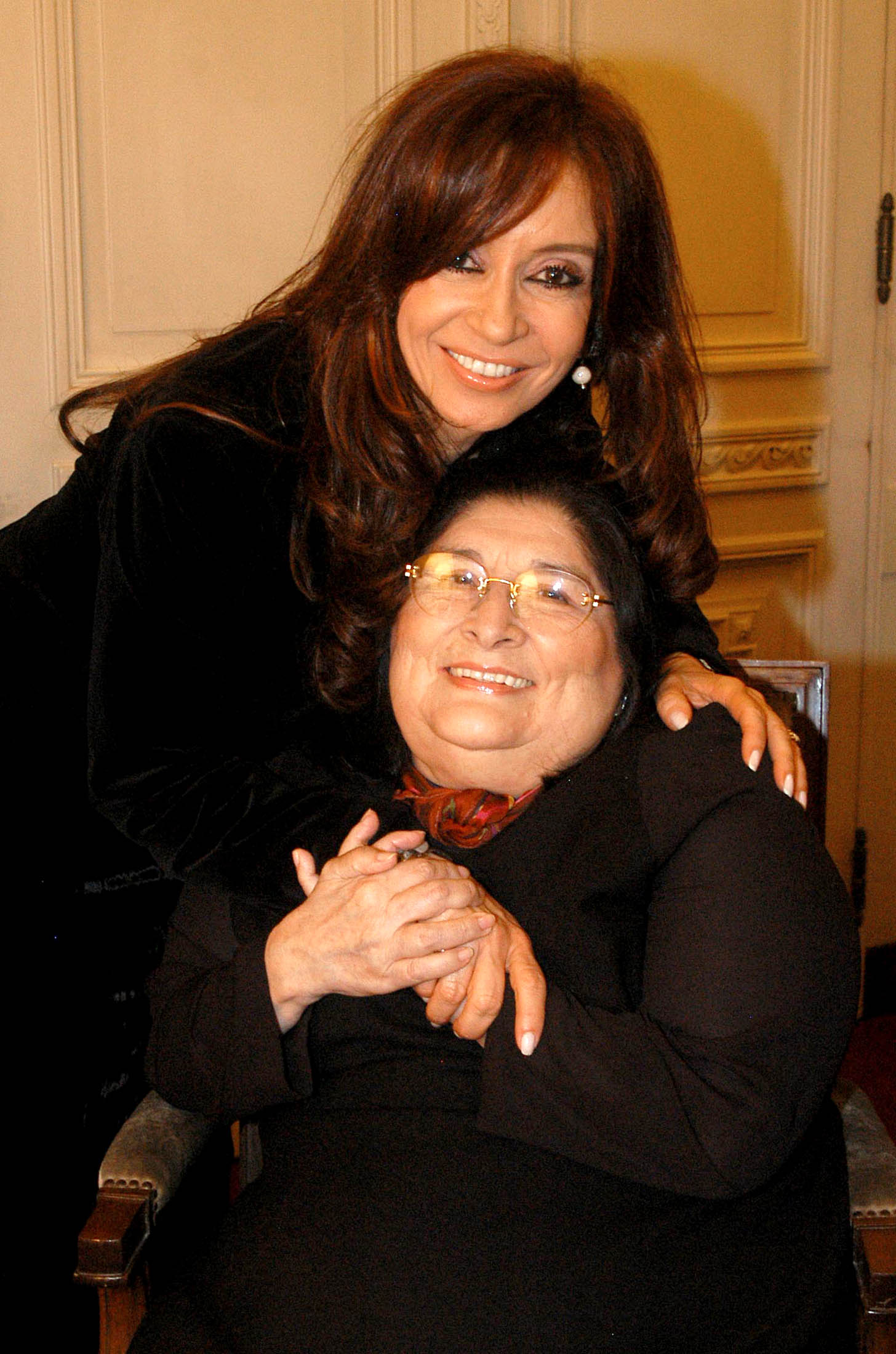
Mercedes Sosa, 2005 (sittande) med Argentinas före detta president Cristina Fernández de Kirchner

Haydée Mercedes Sosa, med smeknamnet La Negra (den svarta), född 9 juli 1935 i Tucumán, död 4 oktober 2009 i Buenos Aires, var en argentinsk folksångare.
Hon var inriktad på traditionella och nyare politiska sånger av kompositörer som Víctor Jara, Julio Numhauser, Pablo Neruda, Violeta Parra och Atahualpa Yupanqui. Till hennes ämnen räknas kampen mot krig och diktatur samt striden för urbefolkningens och böndernas rättigheter.
Mercedes Sosas första album, La voz de la zafra, utkom 1962 och tre år senare blev hon känd i hela Argentina efter medverkan i festivalen för nationell folklore i staden Cosquín. Redan 1967 gav hon konserter över hela världen, bland annat i Miami, Rom, Warszawa, Leningrad och Lissabon.
Efter militärens markövertagande stannade hon i Argentina men fortsatte att sympatisera med landets vänsteropposition. Hennes album förbjöds och 1979 blev hon arresterad under en konsert tillsammans med alla åskådare. Hon lyckades att fly över Paris till Madrid där hon stannade till 1983. Efter militärdiktaturen levde hon åter i Argentina.
Mercedes Sosa utgav omkring 45 musikalbum och medverkade i 6 filmer.
Sosa avled den 4 oktober 2009. 

## Diskografi
- Canciones con fundamento (1959)
- La voz de la zafra (1961)
- Hermano (1966)
- Yo no canto por cantar (1966)
- Para cantarle a mi gente (1967)
- Con sabor a Mercedes Sosa (1968)
- Mujeres argentinas (1969)
- El grito de la tierra (1970)
- Navidad con Mercedes Sosa (1970)
- Güemes, el guerrillero del norte (1971)
- Homenaje a Violeta Parra (1971)
- Cantata Sudamericana (1972)
- Hasta la victoria (1972)
- Mercedes Sosa y Horacio Guarany (single 1973)
- Traigo un pueblo en mi voz (1973)
- Mercedes Sosa y Horacio Guarany (single 1974)
- A que florezca mi pueblo (1975)
- Niño de mañana (1975)
- En dirección del viento (1976)
- Mercedes Sosa (1976)
- Mercedes Sosa interpreta a Atahualpa Yupanqui (1977)
- O cio da terra (1977)
- Serenata para la tierra de uno (1979)
- Gravado ao vivo no Brasil (1980)
- A quién doy (1981)
- Mercedes Sosa en Argentina (1982)
- Como un pájaro libre (1983)
- Mercedes Sosa (1983)
- Recital (1983)
- ¿Será posible el sur? (1984)
- Corazón americano (1985) (med Milton Nascimento og León Gieco)
- Vengo a ofrecer mi corazón (1985)
- Mercedes Sosa ’86 (1986)
- Mercedes Sosa ’87 (1987)
- Gracias a la vida (1987)
- Amigos míos (1988)
- Live in Europa (1990)
- De mí (1991)
- 30 años (1993)
- Sino (1993)
- Gestos de amor (1994)
- Oro (1995)
- Escondido en mi país (1996)
- Alta fidelidad (1997) (mod Charly García)
- Al despertar (1998)
- Misa Criolla (2000)
- Acústico (2002)
- Argentina quiere cantar (2003) (med Víctor Heredia og León Gieco)
- Corazón libre (2005)
- Cantora (2009)
- Deja la vida volar (2010)
- Censurada (2011)
- Siempre en ti (2013)
- Selva sola (2013)
- Ángel (2014)
- Lucerito (2015)

## Böcker
- Mercedes Sosa, La Negra av Rodolfo Braceli (endast spanska)

- Mercedes Sosa, La Mami av Fabián Matus (endast spanska)

- Mercedes Sosa, The Voice of Hope av Anette Christensen (översatt till spanska)

- Mercedes Sosa, More than a Song av Anette Christensen (översatt till spanska)

## Dokumentär
- Mercedes Sosa, La voz de Latinoamérica av Fabián Matus
- Mercedes Sosa, Será possible el sur? av Stefan Paul
- Como un Pájaro Libre av Ricardo Willicher
- Three Worlds, Three Voices, One Vision (inspelningar från turnén med Joan Baez och Konstantin Wecker i Tyskland 1988)
- Mercedes Sosa, Acústico en Suiza (Live-konsert)
- Cantora, un viaje intimo (Inspelningar från inspelningen av den dubbla CD-skivan "Cantora")